# 大島忠康

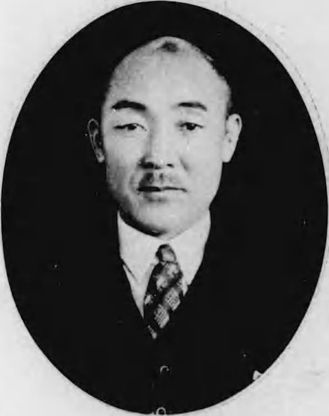
大島忠康

大島 忠康（おおしま ただやす、1885年（明治18年）1月28日 - 1964年（昭和39年）4月1日）は、日本の鉄道官僚。樺太庁豊原市長。

## 経歴
富山県下新川郡道下村（現在の魚津市）出身。1913年（大正2年）、東京帝国大学法科大学独法科を卒業して、高等文官試験に合格した。鉄道院書記、同参事補、同参事、鉄道省参事を務め、仙台鉄道局庶務課長、札幌鉄道局教習所長、室蘭運輸事務所長を歴任した。1930年（昭和5年）に樺太庁鉄道事務所長に就任した。
退官後、富山県で弁護士を開業し、1940年（昭和15年）には魚津町（現在の魚津市）の町長に就任した。
1942年、豊原市長に就任。終戦後はソ連軍との折衝に尽力し、1947年（昭和22年）に引き揚げた。その後は魚津市で弁護士として活動した。

## 著書
- 不遇を健歩して / 大島忠康 著。国立国会図書館典拠データID=00357482